# バルボリン
バルボリン（英語：Valvoline ）は、1866年に米国で誕生した潤滑油ブランド。2023年現在は、製造・流通部門がサウジアラムコ傘下、小売部門が独立企業という形態で運営されている。

## 概要
物理学者のジョン・エリス（Dr. John Ellis ）の手によって初めて石油から作った純鉱物油の開発に成功。当時、過酷な蒸気機関のバルブ周りでは焼付きや固着物付着、その他の原因により確実な動作が妨げられる問題が生じていた。しかしバルボリンが開発したシリンダ油ではそれらの不具合の確率が著しく低下した。そうしてバルブの動作を保証する高い信頼性を得、Valvoline（バルボリン）と名づけられた。1873年には商標登録され、これはアメリカの石油業界では最も古いものとしている。
かつてペンシルベニア産鉱物油が最高の品質とされていた時代は、その素性の良さを示すために、「100%ピュアペンシルベニア」の文字が誇らしげに示されていた。同社は1950年にアシュランドに買収され、同社の一ブランドになった。しかし、2016年にアシュランドはバルボリンの事業を分離し、Valvoline inc.（NYSE:VVV）として独立した為、アシュランドのブランドではなくなった。
日本では兼松ケミカル（旧・兼松化成）がバルボリンの正規輸入及びライセンス生産品を販売している。同社以外にもバルミックスなどの並行輸入業者が存在するが、ディスカウントストアや、ホームセンターで売られている廉価なプラボトル（1qt入り）のバルボリンも兼松ルートのものが多い。ENEOS（旧・新日本石油→JX日鉱日石エネルギー→JXTGエネルギー）の関連会社であるENEOSトレーディングも、アメリカ製バルボリンパイロイルシリーズのパワーステアリングオイルや、オイル・燃料添加剤を販売している。
アメリカ製に比べると流通量は少ないが、オランダ製バルボリンのエンジンオイルも流通している。欧州仕様のため、アメリカ製とは仕様が異なることが多い。アメリカ製は基本的に1クォート（946cc）や1ガロン（3,785cc）のプラボトルとなるが、オランダ製はリットル単位のプラボトルである。その他にもシンガポール製などのアジアからの輸入品も流通している。こちらも容量はリットル単位となる。
兼松扱いの商品ではウェブ専売のオイルも存在する。時流の大勢にならい、バルボリンもハイドロクラッキングオイル（グループIII鉱物油）も化学合成油と表示するようになっている。
2022年8月、バルボリン社のグローバル事業部門（製造・流通を担当）子会社である「バルボリン・グローバル・プロダクツ（VGP）」をサウジアラムコが買収する方針を発表。バルボリン社は小売サービス事業に特化する形で存続する。2023年3月に一連の買収手続きが完了し、正式にVGPがアラムコの子会社となった。
2023年7月、VGPがフォーミュラ1（F1）に参戦するアストンマーティンF1とパートナーシップを締結したことを発表。2026年から予定されているアストンマーティンとホンダF1の提携（パワーユニット供給）においても、ホンダ向けにオイル類を開発・供給する方針である。